# Koppa (ort i Indien)
Koppa är en ort i Indien.   Den ligger i distriktet Chikmagalur och delstaten Karnataka, i den södra delen av landet, 1 700 km söder om huvudstaden New Delhi. Koppa ligger 778 meter över havet och antalet invånare är 5 124.
Terrängen runt Koppa är kuperad åt nordost, men åt sydväst är den platt. Runt Koppa är det ganska tätbefolkat, med 100 invånare per kvadratkilometer. Närmaste större samhälle är Narasimharājapura, 18,4 km nordost om Koppa. I omgivningarna runt Koppa växer i huvudsak städsegrön lövskog.